# Ballet de Francfort
 (janvier 2023).
Si vous disposez d'ouvrages ou d'articles de référence ou si vous connaissez des sites web de qualité traitant du thème abordé ici, merci de compléter l'article en donnant les références utiles à sa vérifiabilité et en les liant à la section « Notes et références ».
Le Ballet de Francfort est une ancienne compagnie allemande de danse installée à Francfort-sur-le-Main.

## Historique
Il a été dirigé par John Neumeier de 1966 à 1973, puis par William Forsythe de 1984 à 2004 ; la compagnie fut alors dissoute à la suite d'un conflit opposant Forsythe à la municipalité. Il décida alors de fonder en 2005 The Forsythe Company en résidence à Francfort et à Dresde.